# Margarita Marbler
Margarita Marbler (nacida como Margarita Oleinikova, Petropávlovsk-Kamchatski, URSS, 16 de julio de 1975) es una deportista austríaca que compitió en esquí acrobático, especialista en las pruebas de baches.
Ganó dos medallas bronce en el Campeonato Mundial de Esquí Acrobático, en los años 2005 y 2007.
Participó en tres Juegos Olímpicos de Invierno, entre los años 2002 y 2010, ocupando el sexto lugar en Vancouver 2010, en su especialidad.

## Medallero internacional
| Campeonato Mundial | Campeonato Mundial            | Campeonato Mundial | Campeonato Mundial |
| Año                | Lugar                         | Medalla            | Prueba             |
| ------------------ | ----------------------------- | ------------------ | ------------------ |
| 2005               | Ruka (Finlandia)              | Medalla de bronce  | Baches             |
| 2007               | Madonna di Campiglio (Italia) | Medalla de bronce  | Baches en paralelo |